# Tydeo Larre Borges
El Brigadier General (Aviador) Tydeo Larre Borges (Paysandú, 25 de septiembre de 1893-Montevideo, 1 de septiembre de 1984) fue un militar y aviador uruguayo pionero de la aviación en América Latina y el mundo. Entre otros logros, fue el primer aviador americano en cruzar el Atlántico Sur, volando sin escalas junto con el piloto francés Léon Challe el 15 de diciembre de 1929 desde Sevilla, España y aterrizando el 17 de diciembre en las cercanías de Maracajaú, Brasil, hazaña por la que ha recibido el apodo de Conquistador del Océano Atlántico Sur.

## Trayectoria
Previamente había realizado un intento, infructuoso, en 1927, junto con su compañero de curso Cap. José Luis Ibarra; su hermano, el Cap. Glauco Larre Borges, y el Alf. José Rigoli, en un hidroavión Dornier Do J con dos motores Farman de 550 H.P. cada uno, bautizado "Uruguay". Por desperfectos mecánicos, debieron amerizar en forma forzosa 150 kilómetros antes de arribar a Cabo Juby (en Tarfaya, localidad entonces española en África, al sur de Marruecos). La tripulación del avión llegó a nado a la costa, donde fue hecha prisionera por integrantes de una tribu local. Finalmente fueron rescatados, en un episodio con características novelescas, por los pilotos franceses Marcel Reine y Antoine Léon, de la compañía Latécoère, actuando comisionados por el gobierno español. 

También tuvo actuación en la aviación comercial del Río de la Plata, siendo el fundador en 1936 de la Compañía Aeronáutica Uruguaya S.A. (CAUSA), y su Director.
El Aeropuerto de Paysandú lleva su nombre. 